# Acorp
Acorp Corp Int. — тайваньская компания из Тайбэя, занимающаяся разработкой сетевого оборудования, ADSL-модемов, DVB-S-карт и различной периферии. Торговая марка принадлежит корпорации Gaia. Компания так же занималась разработкой материнских плат.

## История компании
- Компания была основана в сентябре 1994 года.
- 1997 год — выход на российский рынок. Первые линейки продуктов — материнские платы, DialUp-модемы и сетевое оборудование.
- 2000 год — открылась российская техническая поддержка.
- 2003 год — открылся русский отдел разработок.
- 2004 год — российский бренд — Acorp@Sprinter.
- 2005 год — произошло поглощение компании Acorp корпорацией Gaia.
- 2006 год — компания открыла направление ADSL-модемов и спутниковых карт.
- 2007 год — модемы начинают активно дорабатываться российскими программистами. Сборочные линии модемов были расположены на фабрике «Рассвет» (Тайвань), где также производились модемы компании Zyxel.
- 2008 год — корпорация Gaia покупает несколько фабрик по производству различной продукции. В середине 2008 года официальный дистрибьютор в России, компания Merlion, закрывает российскую техническую поддержку. Закрывается тайваньское отделение разработок и открывается российско-тайваньское.
- 2009 год — вся схемотехника разрабатывается на собственных заводах компании, а программное обеспечение и документация для России и Европы — в России.

## Российские разработки
- DialUp модемы Acorp Sprinter@56k Ext, Acorp Sprinter@56k Prime, Acorp Sprinter@56k Soft, Acorp Sprinter@56k USB+.
- ADSL модемы Acorp Sprinter@ADSL LAN 110, 120, 122, 420, 422, W400G, W422G. модели 2012 года W510N, W520N
- DVB-S карты — Acorp DS110/DS120.